# Samoilowitsch-Insel
Die Samoilowitsch-Insel (russisch Остров Домашний) gehört zum Archipel Sewernaja Semlja in der russischen Arktis.
Sie liegt etwa 35 km westlich der Oktoberrevolutions-Insel und 35 km südlich der Sedow-Inseln. Die Insel ist 15 Kilometer lang, aber nur wenig über einen Kilometer breit. Ihre Fläche beträgt 12 km² und ihre größte Höhe 33 m. Die Oberfläche der Insel ist durch eine zur offenen Karasee steil abfallende Südwestküste und eine flache Nordostküste gekennzeichnet.
Die Samoilowitsch-Insel wurde 1930 von einer Expedition unter Leitung von Otto Schmidt mit dem Eisbrecher Georgi Sedow entdeckt und nach dem russisch-sowjetischen Polarforscher und Geologen Rudolf Samoilowitsch benannt. Als dieser 1938 im Zuge von Stalins „Großer Säuberung“ exekutiert wurde, wurde ihr Name in „Lange Insel“ (Остров Длинный, Ostrow Dlinny) geändert. 1965 erhielt sie ihren ursprünglichen Namen zurück.